# Андрашфи, Тибор
Тибор Андрашфи (венг. Andrásfi Tibor, род. 10 декабря 1999, Будапешт) — венгерский фехтовальщик. Олимпийский чемпион в фехтовании на шпаге в командных соревнованиях мужчин на летних Олимпийских играх 2024 года. В личных соревнованиях шпажистов дошел до полуфинала, где уступил будущему победителю Коки Кано из Японии. В поединке за третье место проиграл египтянину Мохамеду Эль-Сайеду и занял четвёртое место.
В командных соревнованиях выиграл золото вместе Мате Кохом, Гергеем Шиклоши и Давидом Надем.